# Titularbistum Gabae
Gabae (ital.: Gaba) ist ein Titularbistum der römisch-katholischen Kirche.
Es geht zurück auf  ein ehemaliges Bistum in der antiken Stadt gleichen Namens in der römischen Provinz Syria Palaestina bzw. Palaestina Prima. Es gehörte der Kirchenprovinz Caesarea in Palaestina an.
| Titularbischöfe von Gabae |               |                                   |                |              |
| Nr.                       | Name          | Amt                               | von            | bis          |
| 1                         | Hanna Kaldany | Weihbischof in Jerusalem (Israel) | 4. Januar 1964 | 14. Mai 1996 |